# ۴۶۰ (خورشیدی)
۴۶۰ چهارصد و شصتمین سال هجری خورشیدی است.